# Тихомиров, Михаил Иванович (военный)
Михаил Иванович Тихомиров (21 ноября 1902, д. Завражье, Костромская губерния, Российская империя — 1 сентября 1952, Ростов-на-Дону, РСФСР, СССР) — советский военачальник, генерал-майор авиации (11.05.1949).

## Биография
Родился 21 ноября 1902 года в деревне Завражье, ныне в Судиславском районе, Костромской области, Россия. Русский.
До службы в армии работал чернорабочим на химическом заводе в деревне Селиваниха Рябковской волости Кинешемского уезда.

## Военная служба
12 февраля 1921 года  призван в РККА и направлен в Иваново-Вознесенский территориальный полк, где проходил службу красноармейцем и курсантом полковой школы. В июне был зачислен курсантом на 14-е Иваново-Вознесенские пехотные курсы, которые позже были переименованы в 27-ю Иваново-Вознесенскую пехотную школу. В августе 1924 года окончил её и был направлен в 26-й Ленинградский стрелковый полк 9-й Донской стрелковой дивизии СКВО в городе Ейск. Член ВКП(б) с 1924 года. В этом полку прослужил 5 лет, исполняя должности командира взвода и пом. командира стрелковой роты, командира взвода полковой школы, командира роты.
В августе 1929 года переведён командиром роты в 5-й Амурский стрелковый полк 2-й Приамурской стрелковой дивизии ОКДВА в город Благовещенск. Участвовал в вооруженном конфликте на КВЖД, в Лахасусуской и Фугдинской операциях.
В ноябре 1930 года направлен на учёбу в Военно-воздушную академию РККА им. профессора Н. Е. Жуковского. В декабре 1932 году окончил её и был оставлен там же адъюнктом. В январе 1933 года направлен на стажировку в город Конотоп на должность начальника штаба 20-й авиаэскадрильи. После её окончания в декабре того же года вернулся в академию.
В июне 1934 года назначается начальником штаба тяжелобомбардировочной авиаэскадрильи Липецкой высшей летно-тактической школы ВВС РККА.
С июня по октябрь 1935 года проходил подготовку в 1-й военной школе пилотов им. А. Ф. Мясникова, после которой назначен начальником штаба 104-й тяжелобомбардировочной авиаэскадрильи ВВС ЗабВО.
С 27 марта 1938 года майор  Тихомиров был допущен к исполнению должности помощника командира 38-го скоростного бомбардировочного авиаполка.
В ноябре назначен начальником 27-й военной школы пилотов в город Чита. В августе — сентябре 1939 года школа была перебазирована в город Балашов и переименована в Балашовскую военную школу пилотов. 5 июня 1941 года в связи с чрезвычайным происшествием (пожар ангара с самолётами) полковник  Тихомиров был отстранён от должности и предан суду Военного трибунала.

### Великая Отечественная война
С началом  войны  с 25 июня по 2 ноября 1941 года  находился под следствием в предварительном заключении в тюрьме города Сызрань. Приговором Военного трибунала от 3 ноября 1941 года осуждён к 10 годам лишения свободы. 3 декабря того же года освобождён из тюрьмы и направлен в распоряжение командующего ВВС ПриВО.
В январе 1942 года  Тихомиров был назначен командиром ночного скоростного бомбардировочного авиаполка, который в апреле был переформирован в 873-й штурмовой. В июле полк вошёл в состав 206-й штурмовой авиадивизии и убыл с ней под Сталинград в 8-ю воздушную армию. В ходе Сталинградской битвы лётчики полка наносили штурмовые удары по резервам и группировкам войск противника в непосредственной близости от линии фронта и на поле боя, уничтожали самолёты на аэродромах и в воздухе, действовали по железнодорожным эшелонам, станциям, путям.
С августа по октябрь 1942 года полк находился на переформировании в 1-й запасной авиабригаде ВВС ПриВО в городе Куйбышев, затем вошёл в 231-ю штурмовую авиадивизию 3-й воздушной армии Калининского фронта и с 4 декабря начал боевую работу, участвуя в Великолукской операции. В марте 1943 года решением Военного совета Калининского фронта судимость с  Тихомирова была снята. С 11 июля 1943 года по январь 1944 года полк вёл боевую работу на Западном фронте, участвовал в Орловской и Смоленской наступательных операциях.
В январе 1944 года полковник  Тихомиров назначается заместителем командира 211-й штурмовой авиадивизии 3-й воздушной армии 1-го Прибалтийского фронта.
С 5 мая 1944 года назначен командиром 332-й штурмовой авиадивизией. С 9 июня 1944 года дивизия участвовала в Белорусской наступательной операции. За успешное выполнение заданий командования при прорыве обороны противника на витебском направлении дивизии и 811-му штурмовому авиаполку были присвоены наименования «Витебские». В период с 4 по 15 января 1945 года дивизия в полном составе была перебазирована на 2-й Белорусский фронт и вошла 4-ю воздушную армию. В её составе участвовала в Восточно-Прусской, Восточно-Померанской и Берлинской наступательных операциях. За образцовое выполнение заданий командования дивизия была награждена орденом Красного Знамени. Лично полковник Тихомиров имел на своём счету к концу войны 13 успешных боевых вылетов.
За время войны комдив Тихомиров был 13 раз персонально упомянут в благодарственных в приказах Верховного Главнокомандующего.

### Послевоенное время
После войны полковник  Тихомиров продолжал командовать этой же дивизией в СГВ.
С марта 1946 года исполнял должность начальника отдела боевой подготовки 4-й воздушной армии.
Постановлением Президиума Краевой Рады Народовой от 6 апреля 1946 года награждён польским орденом «Крест Грюнвальда 3-го класса ».
С мая 1948 года — начальник штаба, а с августа 1949 года — командующий ВВС СКВО.
23 августа 1951 года генерал-майор авиации Тихомиров уволен в отставку.

## Награды
- орден Ленина (30.04.1946)[4]
- четыре ордена Красного Знамени (14.03.1943[5], 26.08.1944[6], 03.11.1944[4], 17.05.1951[4])
- орден Суворова II степени (29.05.1945)[7]
- орден Кутузова II степени (10.04.1945)[8]
- орден Отечественной войны I степени (13.10.1943)[9]

медали в том числе:
- - «За оборону Сталинграда» (23.05.1943)
  - «За победу над Германией в Великой Отечественной войне 1941—1945 гг.»
  - «За взятие Кёнигсберга»

Приказы (благодарности) Верховного Главнокомандующего в которых отмечен М. И. Тихомиров.
- За прорыв сильной, глубоко эшелонированной обороны Витебского укреплённого района немцев, северо-западнее города Витебск, на участке протяжением 35 километров, и продвижение в глубину за два дня наступательных боёв от 20 до 40 километров, расширение прорыва до 80 километров по фронту, и выход к реке Западная Двина на участке 35 километров. 24 июня 1944 года № 115.
- За овладение штурмом городом Пшасныш (Прасныш), городом и крепостью Модлин (Новогеоргиевск) — важными узлами коммуникаций и опорными пунктами обороны немцев. 18 января 1945 года. № 226.
- За овладение городом и крепостью Грудзёндз (Грауденц) – мощным узлом обороны немцев на нижнем течении реки Висла. 6 марта 1945 года. № 291.
- За овладение городами Гнев (Меве) и Старогард (Прейсиш Старгард) – важными опорными пунктами обороны немцев на подступах к Данцигу. 7 марта 1945 года. № 294.
- За овладение важными опорными пунктами обороны немцев на подступах к Данцигу и Гдыне — городами Тчев (Диршау), Вейхерово (Нойштадт) и выход на побережье Данцигской бухты севернее Гдыни, с занятием города Пуцк (Путциг). 12 марта 1945 года. № 299.
- За овладение штурмом городом Гдыня — важной военно-морской базой и крупным портом на Балтийском море. 28 марта 1945 года. № 313.
- За овладение городом и крепостью Гданьск (Данциг) — важнейшим портом и первоклассной военно-морской базой немцев на Балтийском море. 30 марта 1945 года. № 319.
- За форсирование восточного и западного Одера южнее Штеттина, прорыв сильно укреплённую оборону немцев на западном берегу Одера и овладение главным городом Померании и крупным морским портом Штеттин, а также занятие городов Гартц, Пенкун, Казеков, Шведт. 26 апреля 1945 года. № 344.
- За овладение городами Пренцлау, Ангермюнде — важными опорными пунктами обороны немцев в Западной Померании. 27 апреля 1945 года. № 348.
- За овладение городами Штральзунд, Гриммен, Деммин, Мальхин, Варен, Везенберг — важными узлами дорог и сильными опорными пунктами обороны немцев. 1 мая 1945 года. № 354.
- За овладение городами Барт, Бад-Доберан, Нойбуков, Варин, Виттенберге и за соединение на линии Висмар, Виттенберге с союзными нам английскими войсками. 3 мая 1945 года. № 360.
- За овладение городом Свинемюнде — крупным портом и военно-морской базой немцев на Балтийском море. 5 мая 1945 года. № 362.
- За форсирование пролива Штральзундерфарвассер, захват на острове Рюген городов Берген, Гарц, Путбус, Засснитц и полное овладение островом Рюген. 6 мая 1945 года. № 363.

Других государств
- орден «Крест Грюнвальда» III степени (ПНР) (06.04.1946)